# Geistliche Akademie Plowdiw

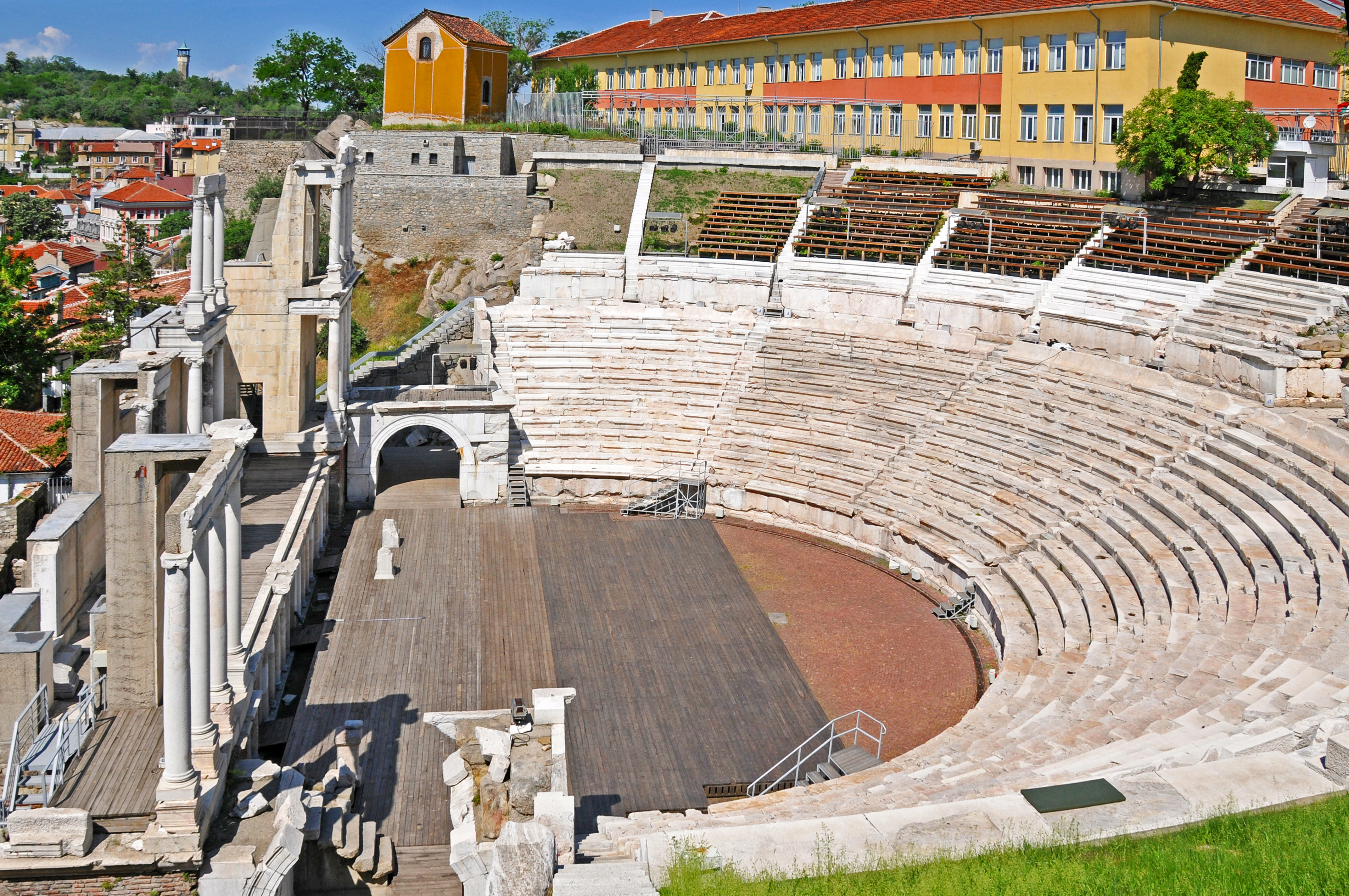
Römisches Theater, dahinter rechts oben die Akademie

Geistliche Akademie für Musik, Tanz und Bildende Kunst Kyrill und Method (bulgarisch Академия за танцово, музикално и изобразително изкуство) ist eine geistliche Akademie in Plowdiw, Bulgarien.

## Geschichte
Die Schule wurde 1964 als Tochterakademie der Nationalen Musikakademie „Prof. Pantscho Wladigerow“ gegründet, einer orthodoxen geistlichen Akademie in Sofia. 1972 wurde die Fakultät zu einem unabhängigen Höheren Pädagogischen Musikinstitut umgewandelt (bulgarisch Висш музикално-педагогически институт). Der erste Rektor der Schule war Asen Diamandiev. Im Jahr 1975 kam die Ausbildung von Choreographen hinzu.

## Struktur
- Fakultät „Musikerziehung “
- Fakultät „Folkloremusik und Choreographie“
- Fakultät „Fine Arts“
- Institut für Sprach- und Fachausbildung

## Bekannte Absolventen
- Teodosij Spassow, Flötist
- Krassimira Stojanowa, Violinistin
- Lili Ivanova, Sängerin